# Cycas sexseminifera
Cycas sexseminifera — вид голонасінних рослин класу саговникоподібні (Cycadopsida).
Етимологія: від латинського sex — «шість» і seminifera носіння насіння, з хибною вірою, що шість насінин, які спостерігалися на мегаспорофілі типової рослини були діагностичною відмінністю виду.

## Опис
Стовбури деревовиді або безстеблеві, до 0–0,6 м заввишки, 6–15 см діаметром у вузькому місці; 5–30 листків у кроні. Листки темно-зеленого або сіро-зелені, напівглянсові, довжиною 50–110 см. Пилкові шишки від вузькояйцевидого до веретеновидого, оранжеві, довжиною 12–26 см, 5–7 см діаметром. Мегаспорофіли 9–12 см завдовжки, коричнево-повстяні. Насіння яйцеподібне, 18-25 мм завдовжки, 18–22 мм завширшки; саркотеста жовта, не вкрита нальотом, товщиною 1–2 мм.

## Поширення, екологія
Країни поширення: Китай (Гуансі); В'єтнам. Цей вид росте в субтропічних лісах, в ущелинах оголень у пересіченій місцевості карстового вапняку, часто на вертикальних гранях без видимого ґрунту.

## Загрози та охорона
C. sexseminifera перебуває під загрозою через надмірне збирання для декоративних і садових цілей.